# Rediu (Neamț)
Rediu es una comuna ubicada en el distrito de Neamț, Rumania.

## Superficie
Posee una superficie de 36,04 kilómetros cuadrados.

## Demografía
Hasta 2021 la población era de 4594 habitantes, con una densidad de población de 127,5 habitantes por kilómetro cuadrado.